# شانون تايلور
شانون تايلور (بالإنجليزية: Shannon Taylor) هي لاعب هوكي الحقل أمريكية، ولدت في 25 ديسمبر 1986.

## وصلات خارجية
- شانون تايلور على موقع أوليمبيديا (الإنجليزية)